# Comitato Olimpico Coreano

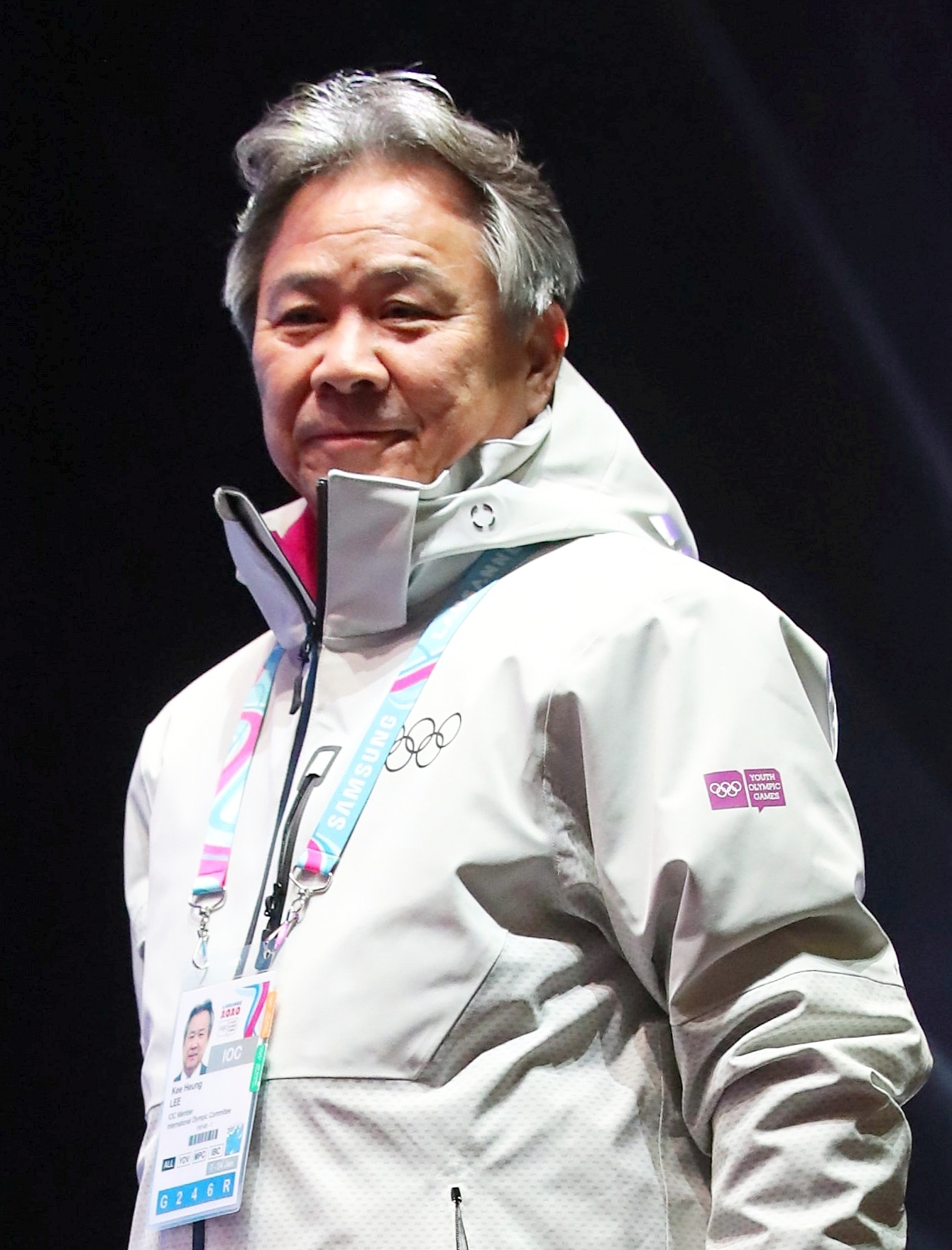
Kee-heung Lee, 2020

Il Comitato Olimpico Coreano (noto anche come 대한올림픽위원회 in coreano) è un'organizzazione sportiva sudcoreana, nata nel 1946 a Seul, Corea del Sud.
Rappresenta questa nazione presso il Comitato Olimpico Internazionale (CIO) dal 1947 ed ha lo scopo di curare l'organizzazione ed il potenziamento dello sport in Corea del Sud e, in particolare, la preparazione degli atleti sudcoreani, per consentire loro la partecipazione ai Giochi olimpici. L'associazione è, inoltre, membro del Consiglio Olimpico d'Asia.
L'attuale presidente dell'associazione  è Kee-heung Lee, mentre la carica di segretario generale è occupata da Jong-Jun Choi.